# 林龍郎
林 龍郎（はやし たつろう、1952年 - ）は、東京都出身の出身の元アマチュア野球選手（外野手）。

## 経歴
日本大学第一高校では、主力打者として3年連続で夏の甲子園に出場。1968年夏の選手権に、1年上のエース小山良春（日大－三協精機）を擁し右翼手として出場するが、2回戦（初戦）で星林高に敗退。1969年夏の選手権では中堅手に回り、1回戦で東洋大姫路を降すが、2回戦では松島英雄、藤波行雄のいた静岡商に敗れる。他のチームメイトに捕手、三塁手の宇野輝幸がいた。1970年夏の選手権は1年下の保坂英二がエースとなる。1回戦で都城高を降すが、2回戦で大分商の小川清一に抑えられ敗退。
亜細亜大学に進学。東都大学野球リーグでは、1971年春季リーグでエース山本和行の好投もあって優勝を経験。しかしその後はチームが低迷、優勝には届かなかった。強肩俊足の外野手として知られ、1973年春季リーグでベストナイン（外野手）に選出された。大学同期に芦岡俊明がいる。
卒業後は日本鋼管に入社、1976年から中堅手、一番打者に定着。樋野和寿、前川善裕とともに打の中心となり、同年の都市対抗に出場。決勝に進み、梶間健一らが北海道拓殖銀行を完封しチーム2度目の優勝を果たす。同年のアマチュア野球世界選手権に出場し、社会人ベストナイン（外野手）にも選出された。1978年の都市対抗でも木田勇が好投。決勝に進出するが、東芝の黒紙義弘に完封負けを喫し準優勝にとどまる。